# Pollenia chotei
Pollenia chotei este o specie de muște din genul Pollenia, familia Calliphoridae, descrisă de Hiromu Kurahashi și Tumrasvin în anul 1979.
Este endemică în Thailand. Conform Catalogue of Life specia Pollenia chotei nu are subspecii cunoscute.